# دوچرخه بامبو

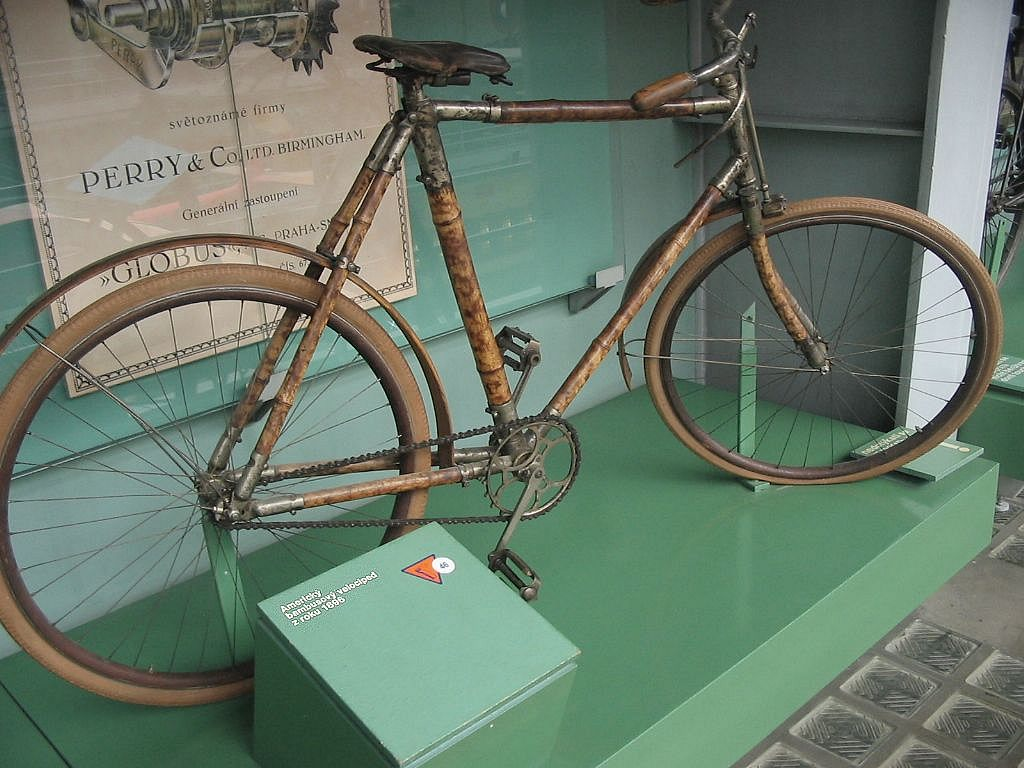
یک دوچرخه بامبو مربوط به سال ۱۹۸۶

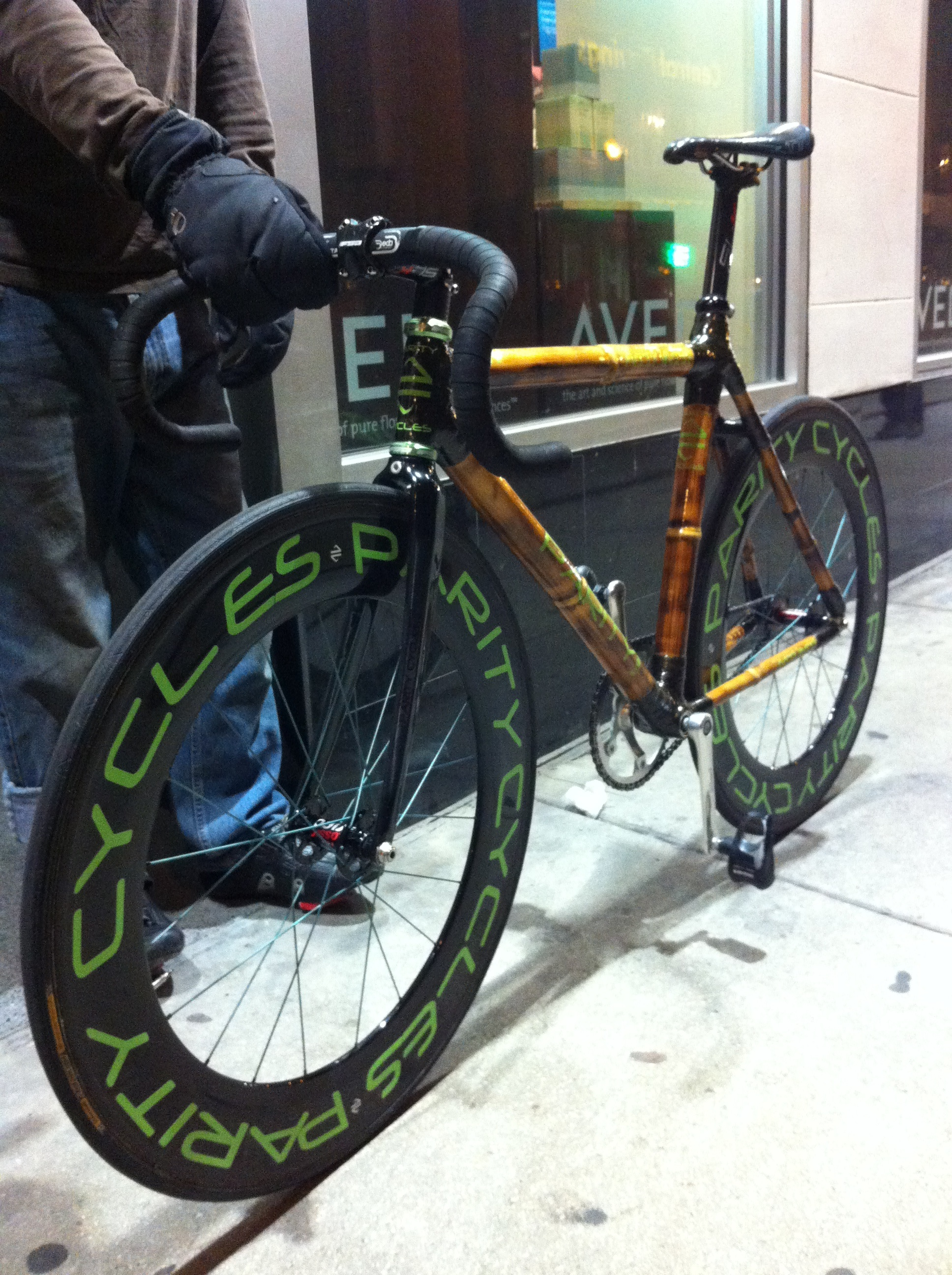
یک دوچرخه مسابقه فیبر کربنی پیچیده شده با قاب بامبو

یک دوچرخه بامبو دوچرخهای است با فریم و بدنه‌ای از جنس بامبو. تولیدکنندگان در آمریکا، آمریکای جنوبی، آسیا و آفریقا به ساخت سفارشی دوچرخه‌های بامبو تمایل پیدا کردند.
بعضی از خصوصیات برجسته طراحی‌های بامبو، از بین بردن لرزش، مقاومت در برابر شکستگی و ظاهر طبیعی دوچرخه است. عدم لرزش یکی از خوشایندترین و مطلوب‌ترین خصوصیات اینگونه دوچرخه هاست. یک دوچرخه بامبو می‌تواند رانندگی نرم و راحت ارائه دهد. در نتیجه بامبو در انواع دوچرخه‌های جاده، دوچرخه‌های کوهستان و دوچرخه‌های مسابقه‌ای بکار رفته‌است.
بامبو همچنان در مقایسه با سایر مواد و متریال موسوم در ساخت اسکلت‌ها و قالب‌ها به عنوان ماده‌ای که بیشتر دوستدار طبیعت است در نظر گرفته می‌شود.

## تاریخچه
اولین بار در ۲۶ آوریل ۱۸۹۴ یک دوچرخه بامبو به نمایش گذاشته شد. در سال ۱۸۹۵ توسط آگوست اوبرگ و آندره گوستافسون برای ثبت اختراع حق انحصاری آن از دولت آمریکا درخواست به عمل آمد؛ و در سال ۱۸۹۶ این امتیاز به آنها اعطا شد.

## جنبه‌های تکنیکی
متدهای مختلفی وجود دارد برای نی‌های بامبورا مستحکم وبا دوام سازند. همه متدها در جهت بهبود بخشیدن به مواد به منظور گسترش پایایی و استحکام آنها کمک می‌کند.

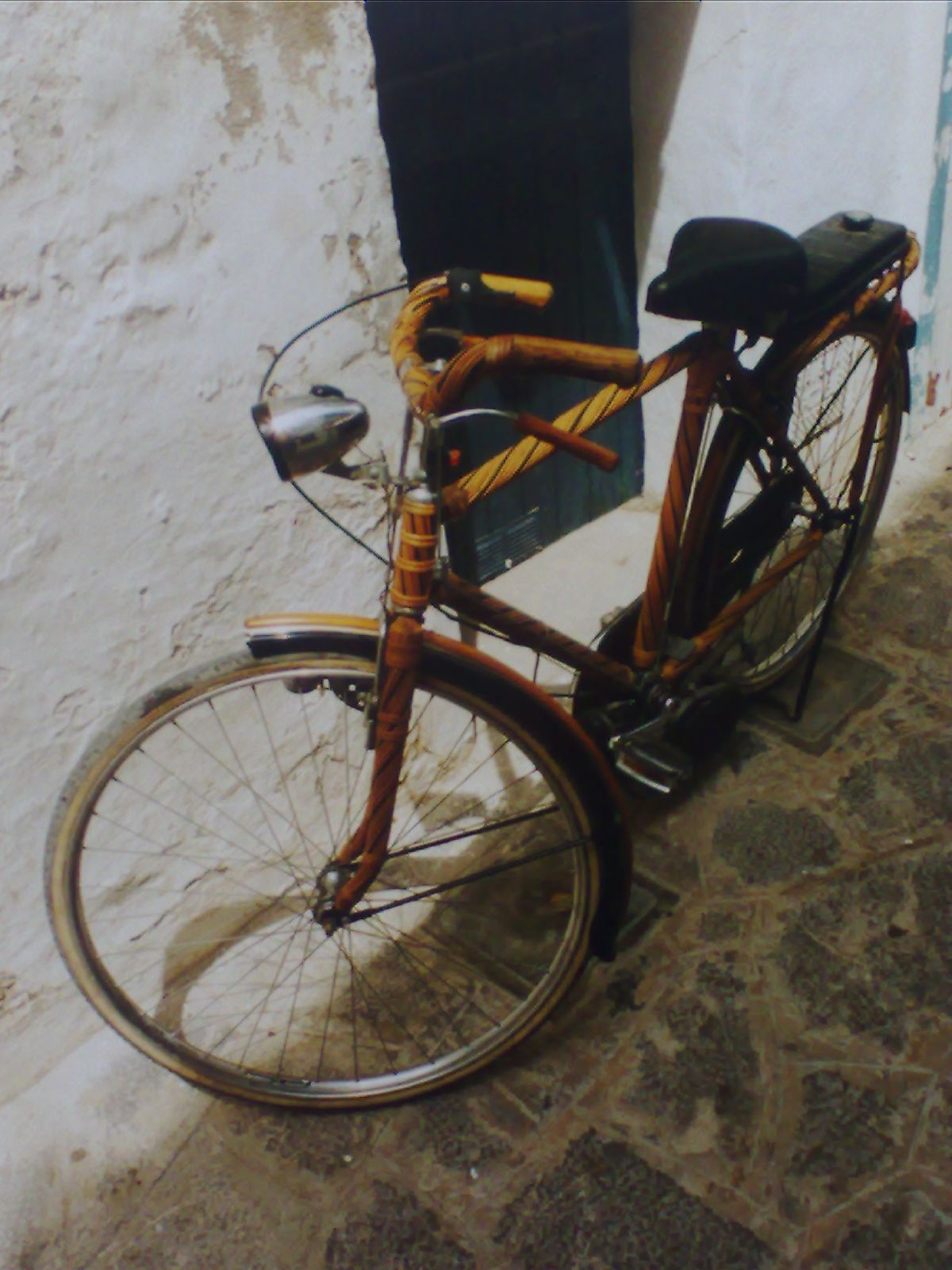
یک دوچرخه مدرن پیچیده شده با بامبو

یک کارخانه از روش دود دادن و حرارت دادن بامبوها استفاده می‌کند، کارخانه‌ای دیگر برای رسیدن به همان اثر و نتیجه از مشعل استفاده می‌کند. همچنین کوره‌هایی نیز می‌تواند مورد استفاده قرار گیرند.
برای محافظت از اضمحلال آب بامبوها، می‌توان آن‌ها را با موادی نظیر پلی اورتان درزگیری پوشیده نمود.
نی‌های بامبو با روش‌های مختلفی به هم متصل می‌شوند. ابتدایی‌ترین مدل‌ها از مفاصل فلزی استفاده می‌کردند و سپس دور بامبو را محکم می‌کردند. روش دیگر پیچیدن و لفافه بندی مفاصل با فیبرها و رشته‌های اشباع شده از چسب و رزین برای ساختن آویزه‌های ترکیبی پیرامون بخش‌های مختلف فرم‌های بامبو است.